# Granja modelo
Una granja modelo es una unidad productiva agrícola y/o pecuaria que cumple las funciones de ser un centro de demostración de nuevas tecnologías agropecuarias y así facilitar su transferencia tecnológica o de fomento de extensión y educación en materias agrícolas y pecuarias. Puede tener anexada un centro de investigación agropecuario y/o una escuela de educación agrícola y/o pecuaria.
Está ubicada en Ruta Provincial 305, al norte del centro tucumano. Actualmente se encuentra dentro de las jurisdicciones de la Comuna de Los Nogales. esta llena de fincas de limones, los cuales pertenecen a la firma de Trapani srl. dentro de sus interminables fincas, encontramos casonas, chalets, silos de antigua época, todos en total abandono. Incluso una capilla de más de un centenar de años, la cual esta bajo protección de Nuestra Señora del Valle. La cual aun es utilizada por sus feligreses, la misma mantiene su arquitectura, y no cuenta con tendido eléctrico. Se puede encontrar una paz, rodeada de plantación de limones.
- Datos: Q5844636
- Multimedia: Model farms / Q5844636